# Thomas Morgan
Thomas Hunt Morgan (25. září 1866 Lexington, Kentucky, USA – 4. prosince 1945 Pasadena, Kalifornie) byl americký genetik. Je považován za jednoho z předních biologů konce 19. a počátku 20. století. Je po něm pojmenována jednotka centimorgan (cM), která se užívá k měření genetické vzdálenosti.
Studoval evoluci, zoologii a makromutace u octomilky (Drosophila melanogaster). Prokázal, že geny jsou umístěny na chromozomech, a na základě tohoto poznatku zformuloval tzv. Morganovy zákony dědičnosti. Zejména pro tento objev mu byla v roce 1933 udělena Nobelova cena za fyziologii a lékařství. Jako první tak získal tuto cenu za práci v oboru genetiky. Za svůj život napsal 22 knih a 370 vědeckých pojednání. Ironií osudu je, že Morgan byl sveřepým odpůrcem teorie o umístění genů na chromozomech, a pokusy s octomilkou prováděl původně proto, aby teorii vyvrátil.

## Morganova studia
Morgan se narodil v Lexingtonu ve státě Kentucky. V 16 letech začal studovat na State College of Kentucky (dnešní University of Kentucky). Zde se soustředil především na přírodní vědy. V roce 1886 promoval jako primus a získal bakalářský titul v přírodních vědách. Následující léto začal postgraduálně studovat na Johns Hopkins University, což byla první americká univerzita orientovaná na výzkum. Zde spolupracoval s významným morfologem Williamem K. Brooksem. Pod jeho vedením také psal diplomovou práci o embryologii nohatek a jejich fylogenetické příbuznosti s členovci. Usoudil, že z hlediska embryologie jsou nohatky více podobné pavoukům než korýšům. Za tuto diplomovou práci obdržel v roce 1890 titul Ph.D.

## Působení Morgana na Bryn Mawr College
V roce 1891 byl Morgan jmenován vedoucím kabinetu biologie na Bryn Mawr College. Vyučoval biologii pětkrát týdně, dvě přednášky každý den. Čas od času zahrnoval do přednášek i své objevy, ale i když byl nadšeným vyučujícím, jeho pravým zájmem byl vědecký výzkum.
V roce 1894 byl na rok uvolněn, aby se mohl zúčastnit výzkumu „Stazione Zoologica“ v Neapoli. Zde se setkal s německým biologem Hansem Drieschem, jehož výzkumy vytříbily Morganův zájem. V té době se Morganova práce přesunula od klasické popisné morfologie k experimentální embryologii, která vysvětluje somaticky a chemicky vývoj života. Po návratu z Neapole byl jmenován profesorem.
Na začátku roku 1900 začal pracovat na studii problémů s určováním pohlaví. Pokračoval také ve výzkumech evolučních změn, což byl jeho dřívější zájem.
Morgan se v polovině roku 1904 oženil s Lilian Vaughan Sampson, která též studovala na Bryn Mawr College. Jedno z jejich čtyř dětí, Isabel Morgan (provdaná Mountain) se stala významnou viroložkou na Johns Hopkins University a specializovala se na výzkum obrny.

## Působení Morgana na Columbia University
V roce 1904 nastoupil na Columbia University a začal se spolupracovníky studovat genetiku octomilky obecné (Drosophila melanogaster). Křížil ji s cílem najít dědičné mutace. Po roce 1909 vědci objevili několik dědičných mutací, z nichž některé se daly vysvětlit Mendelovými zákony dědičnosti. V dalším roce se však jeden ze samečků octomilky lišil od předchozích červenookých jedinců (později označených jako divoký typ) bílýma očima. Tito běloocí samečci však po spáření s červenookou samičkou dávali uniformní červenooké potomstvo. V druhé generaci však bylo potomstvo odlišné – samečci byli běloocí. V několika potomstvech se také objevili růžovoocí jedinci, poukazující na jiný způsob dědičnosti. To byl důkaz gonozomálně dědičného znaku. Morgan své poznatky publikoval v roce 1911 v časopise Science. Tvrdil, že některé znaky jsou podmíněny pohlavním, že jsou pravděpodobně lokalizovány na jednom z pohlavních chromozomů a že ostatní geny jsou také umístěny na jiných specializovaných chromozomech.
Další Morganův výzkum objasnil či vedl k objasnění mnoha dnes již vysvětlených problematik v genetice. Nalezl vhodný modelový organismus ke studiu genetiky; octomilky se začaly užívat jako modelový organismus po celém světe a užívají se dosud. Jeho muší komora (fly-room) se stala celosvětově známá.
Mnoho jeho studentů získalo stejně jako on Nobelovu cenu v různých odvětvích přírodních věd. 

## Morganův odkaz genetice
- chromozomy jsou nositeli genetické informace
- geny jsou na nich uspořádány lineárně za sebou
- geny jsou také na chromozomech přítomny na určitých místech (tzv. lokusy)
- geny přítomné na stejném chromozomu jsou ve vazbě
- objev polytenních (obřích) chromozomů octomilky obecné
- objev celého karyotypu octomilky obecné